# Forêt de Sénart
Pour les articles homonymes, voir Sénart (homonymie).
La forêt de Sénart est une forêt domaniale du sud-est de l'Île-de-France, à cheval sur les départements de Seine-et-Marne et de l'Essonne.

## Géographie

### Physique
La forêt de Sénart s'étend sur environ 3 000 hectares, à l'extrémité ouest du plateau de la Brie, entre les vallées de la Seine et de l'Yerres. C'est à son sous-sol argileux et à son absence de relief qu'est due la présence d'environ 800 mares.

### Administrative
La forêt s'étend sur quatorze communes (Boussy-Saint-Antoine, Brunoy, Combs-la-Ville, Draveil, Épinay-sous-Sénart, Étiolles, Lieusaint, Montgeron, Quincy-sous-Sénart, Saint-Germain-lès-Corbeil, Soisy-sur-Seine, Tigery, Vigneux-sur-Seine et Yerres) et deux départements (l'Essonne principalement et la Seine-et-Marne). Elle fait partie du massif forestier de Sénart, propriété essentiellement domaniale (91 % de sa superficie), qui compte également 5 % de forêts privées, 3 % de forêts communales (Draveil, Soisy-sur-Seine, Montgeron, Quincy-sous-Sénart et Combs-la-Ville) et 1 % de propriétés régionales (Le Bois Chardon et la Fosse aux Carpes). Elle a donné son nom à la ville nouvelle de Sénart, à laquelle appartiennent les communes de Combs-la-Ville, Lieusaint, Saint-Pierre-du-Perray et Tigery (et précédemment Étiolles, Saint-Germain-lès-Corbeil et Soisy-sur-Seine), et à la communauté d'agglomération Sénart Val de Seine, qui regroupe les trois communes de Draveil, Montgeron et Vigneux-sur-Seine.

## Flore et faune

### Flore
Les principales essences sont le chêne, dont certains sont plusieurs fois centenaires, le châtaignier, le charme, le bouleau, le pin sylvestre et autres résineux. La plupart des résineux sont issus de replantation sur des parcelles détruites par des incendies.
La forêt a été modifiée par les tempêtes de décembre 1999 et d'août 2000.

### Faune
C'est la faune habituelle des forêts d'Île-de-France : sangliers, chevreuils, renards, lièvres, lapins et écureuils. Parmi les espèces d'oiseaux rencontrées dans la forêt se trouvent des pigeons, bécasses, corbeaux, canards, corneilles, pies et geais. Les nombreuses mares abritent plusieurs espèces de grenouilles et batraciens, dont certaines sont protégées.

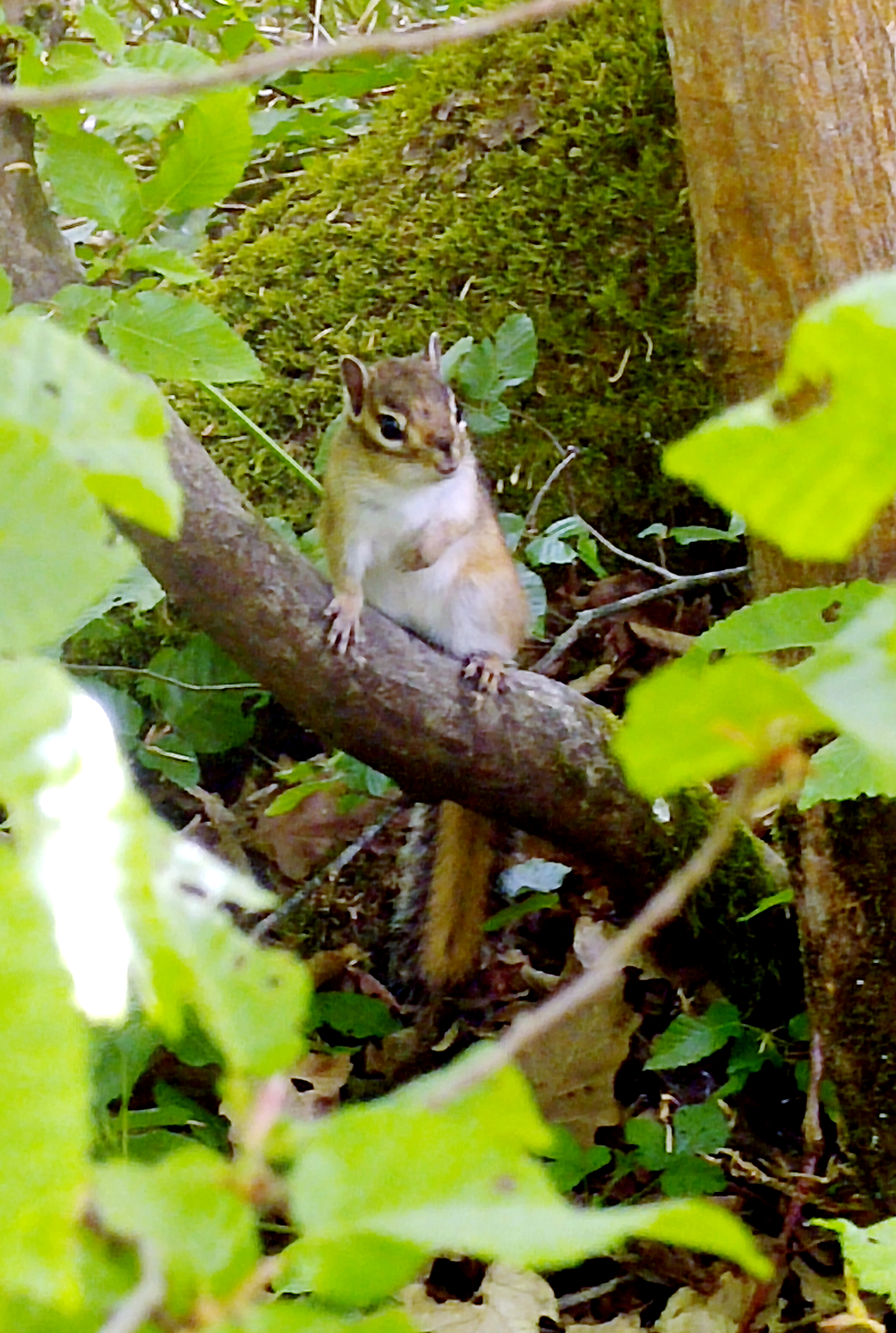
Un Tamia de Sibérie, mai 2022

En 2006 ont été recensés 15 000 spécimens de tamias de Sibérie (Tamias sibiricus)  appelés aussi « écureuils de Corée », issus d'animaux de compagnie, relâchés dans la nature à partir des années 1960, par leurs propriétaires. Il s'agit de la plus importante population connue en France. Cette espèce est sous surveillance car elle peut se révéler invasive ; fréquemment porteuse de tiques, elle est susceptible de transmettre la maladie de Lyme, ; elle est également porteuse de puces.

## Histoire

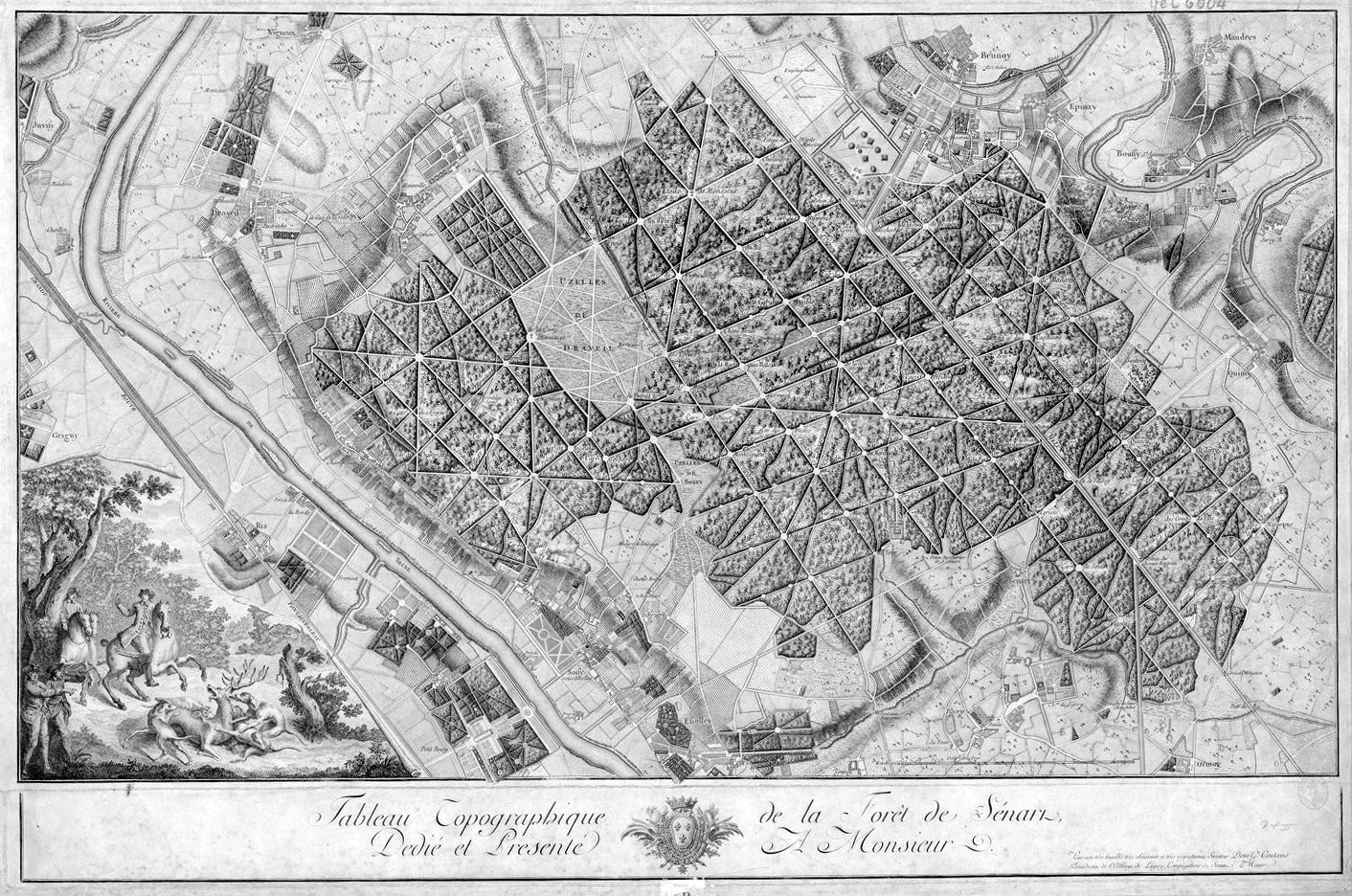
Au XVIIIe siècle par dom Coutans, Gallica.

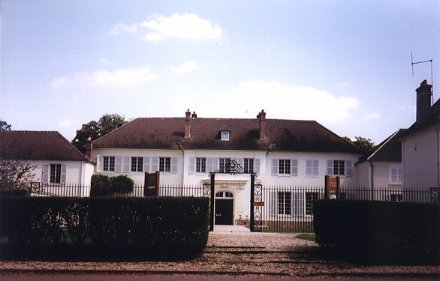
La Faisanderie de Sénart, dont le parc accueille une exposition de sculptures en plein air.

La forêt de Sénart est une relique de l'ancien arc boisé de l'Est parisien. Au IXe siècle, elle rejoignait encore la forêt de Fontainebleau et se rattachait au nord aux bois de Vincennes, de Livry et de Bondy[réf. nécessaire].
Située à moins de trente kilomètres de Paris, elle est, très tôt, convoitée par les rois de France. Elle a fait partie du domaine royal depuis Philippe le Bel en 1314 jusqu'à la Révolution française. Saint Louis aurait créé l'Ermitage Notre-Dame de Consolation. Pour des besoins cynégétiques, Louis XIV fait aménager des routes forestières rectilignes et des carrefours en étoile, pour y chasser à courre le loup et le cerf. Dans le même temps, de vastes travaux de drainage sont ordonnés (les grands collecteurs tels que le fossé Daniel sont encore visibles). Louis XVI qui pratiquait aussi la chasse à tir y fait établir des faisanderies.
On raconte que c'est en forêt de Sénart que, lors d'une chasse royale, Louis XV rencontra Mme Lenormand d'Étiolles (Jeanne Poisson)[réf. nécessaire] qui deviendra la marquise de Pompadour.
Plus tard, Louis XVI institua au profit de son frère, le comte de Provence et futur Louis XVIII, alors propriétaire du château de Brunoy, la capitainerie des chasses de Sénart. Les cahiers de doléances des habitants de Draveil réclameront sa suppression en 1789[pas clair].
Aux XVIIe et XIXe siècles, le bois est conduit à Paris par flottage sur la Seine. De nombreux charbonniers vivant dans la forêt y produisaient du charbon de bois.
Eugène-François Vidocq, chef de la Sûreté, en 1811, arrête des brigands sur la route de Lieusaint, en forêt de Sénart.
Le peintre Eugène Delacroix, l'écrivain Alphonse Daudet, mais aussi le dessinateur Jijé, qui ont vécu à Champrosay (commune de Draveil), ont été inspirés par ces paysages.
Durant la Première Guerre mondiale, la forêt fait partie du camp retranché de Paris. Elle est fortement dégradée par les tranchées, creusées juste avant le conflit et utilisées jusqu'en septembre 1915 (elles sont encore bien visibles, de même qu'une partie du parcellaire ancien en imagerie aérienne). Depuis les années 1920, l'attrait de la forêt de Sénart pour le public ne se dément pas. Dans les années 1990, elle recevait plus de 3 millions de visites par an.
Le 26 juillet 2006, un incendie a ravagé 90 hectares de la forêt au niveau des communes de Brunoy et de Montgeron, essentiellement sur des plantations de résineux accessibles au public. Aujourd'hui, la forêt domaniale est gérée par l'Office national des forêts (ONF). Elle est actuellement un espace convoité, aux enjeux multiples d'ordre social, économique et environnemental, recouvrant des intérêts parfois contradictoires…

## Criminalité
Entre 1995 et 2001, un individu commet 33 viols, tentatives de viols et agressions sexuelles sur des joggeuses ou des promeneuses. Le suspect, résidant à Roubaix (Nord), père de famille et âgé de 40 ans en 2015, est finalement écroué vingt ans après les faits, grâce à des analyses d'ADN issu du sperme et d'une montre perdue et à la nouvelle technique ADN dite de « parentèle ». L'affaire est appelée l'affaire du violeur à mobylette ou l'affaire des viols de la forêt de Sénart.

## Protection
Par décret du 15 décembre 1995, le massif de Sénart a été classé en forêt de protection sur une superficie de 3 410 ha, 42 a et 67 ca (dont 3 325 ha 4a et 30 ca dans l'Essonne et 85 ha 38 a 37 ca en Seine-et-Marne, soit respectivement 97,5 % et 2,5 %).

## Galerie

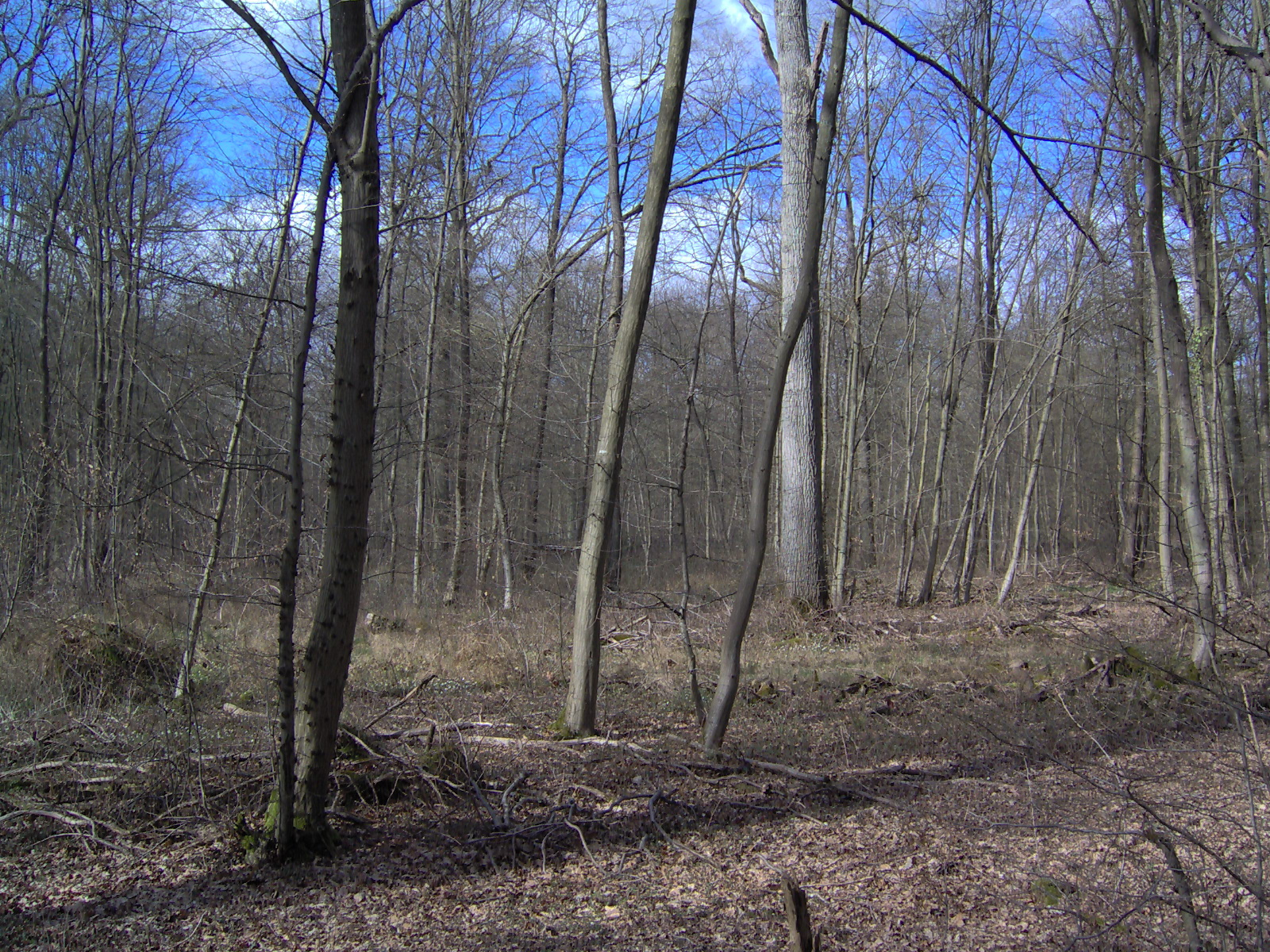
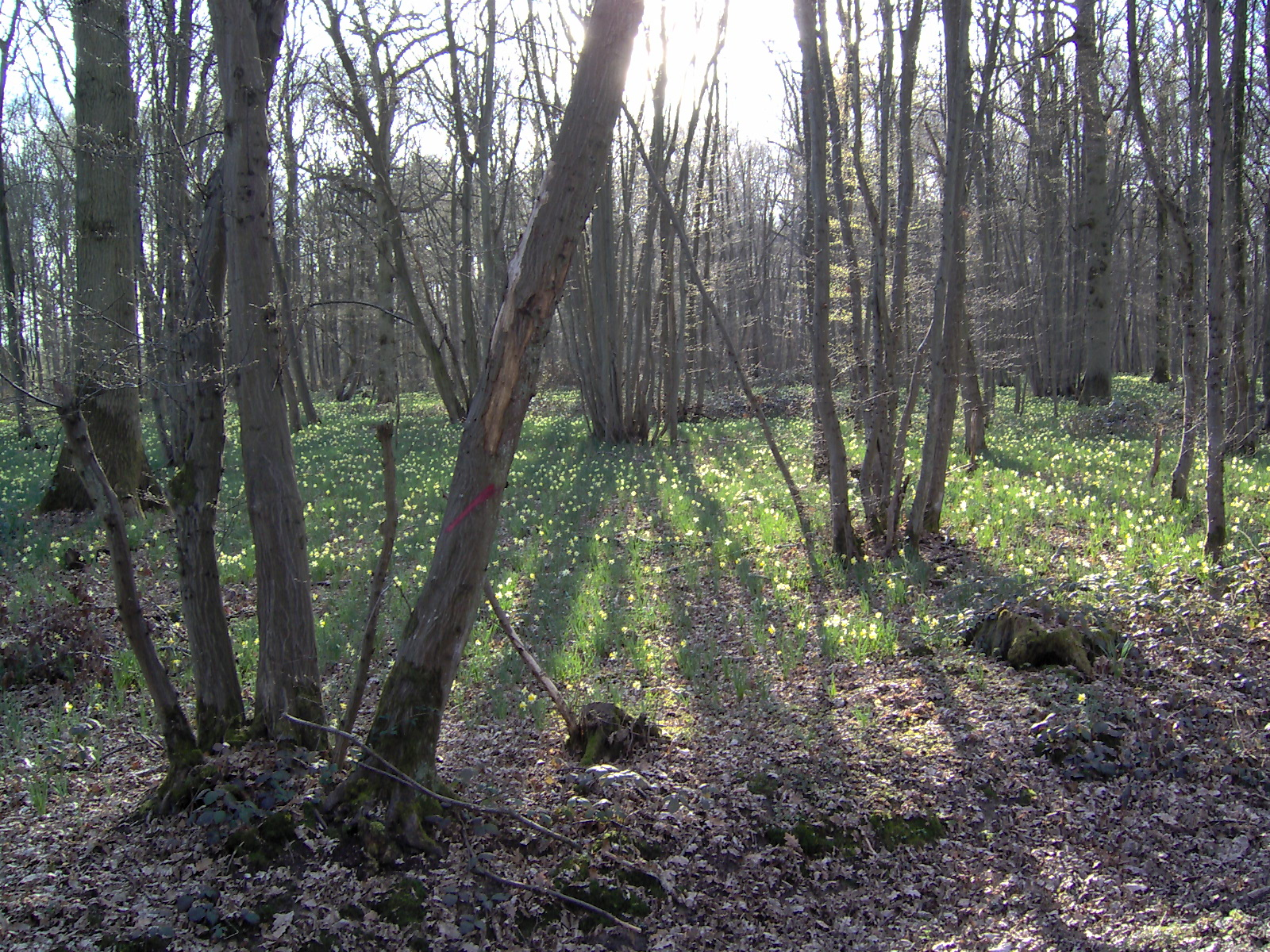
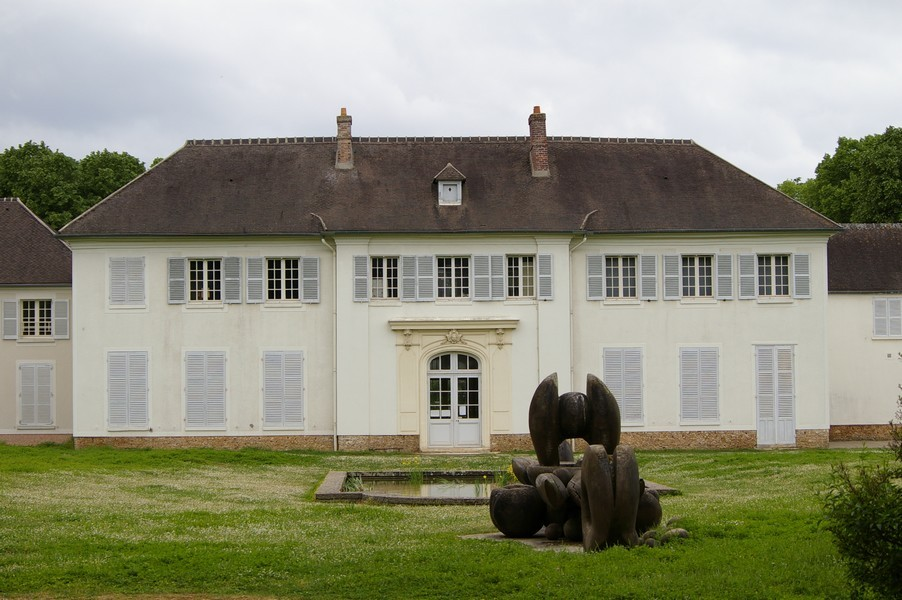
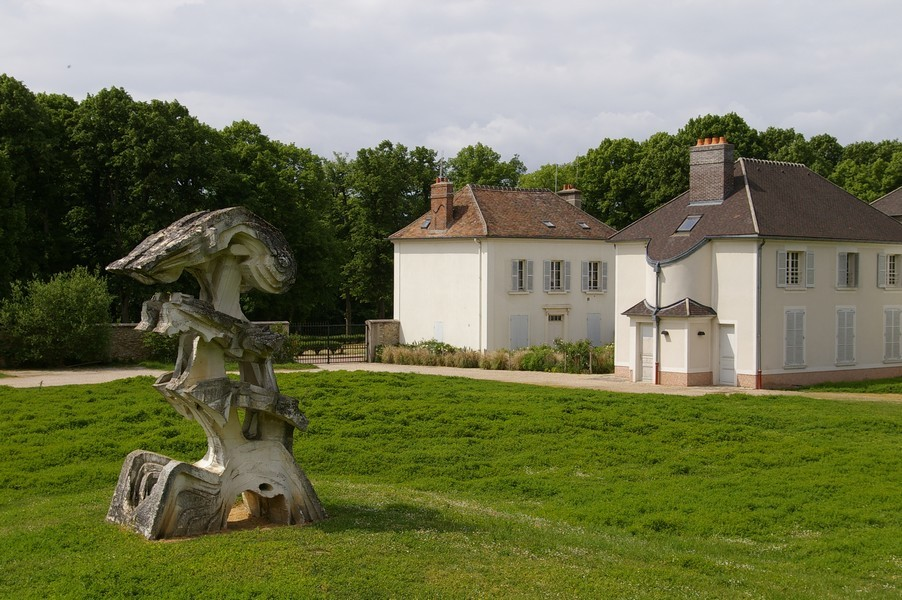